# Henry Cohen
Henry Cohen (Amsterdam, 21 aprile 1806 – Parigi, 17 maggio 1880) è stato un numismatico, bibliografo e compositore francese.

## Biografia
Trasferitosi a Parigi, lavorò come docente di musica e ricoprì l'incarico di curatore del Cabinet des Médailles della Biblioteca nazionale di Francia.
Cohen è noto per due lavori fondamentali, il primo del 1854 sulle monete della repubblica romana e il secondo, pubblicato tra il 1859 ed il 1868, su quelle coniate durante l'impero romano.
Oltre ai suoi studi sulla numismatica Cohen ha scritto e fatto rappresentare diversi componimenti musicali. Ha pubblicato anche quattro trattati di teoria musicale.

## Médailles impériales
Il trattato Description historique des monnaies frappées sous l'Empire romain, communément appelées Médailles impériales (Descrizione storica delle moneta battute sotto l'Impero romano, comunemente chiamate Medaglie imperiali) fu pubblicato a Parigi in otto volumi, tra il 1859 ed il 1868, ed una seconda edizione fu data alle stampe negli anni 1880—1892.
Riguarda le monete romane emesse dal 49 a.C. (monete di Pompeo) fino al 476 d.C. (Romolo Augusto).
Le monete sono ordinate cronologicamente per imperatore, e per ogni imperatore seguendo l'ordine alfabetico della legenda presente al rovescio.
Questo ordine, certamente poco scientifico, comunque permette di identificare abbastanza rapidamente la moneta.
Ovviamente ormai molte delle informazioni contenute sono diventate obsolete.
Anche se ora è superato dal R.I.C. (Roman Imperial Coinage) il testo di Cohen è ancora molto usato nei testi e nei cataloghi di vendita per le monete imperiali romane.
Dell'opera ci sono state diverse ristampe anastatiche. Ne esiste anche un'edizione in rete.

## Opere
- Description générale de monnaies de la République romaine, Parigi, 1854
- Description historique des Monnaies frappées sous l'Empire romain, communément appelées Médailles impériales, 8 volumi, Parigi, 1859-1868 (seconda edizione 1880—1892)
- Guide de l'amateur de livres à vignettes du XVIII-e siècle; Parigi, 1870, ristampe nel 1873, 1877, 1880
- Guide de l'acheteur de médailles romaines et byzantines; Parigi, 1876